# Extrapreneur
 (mai 2020).
- Si vous ne connaissez pas le sujet, laissez ce bandeau (vous pouvez alors contacter les auteurs).
- Si vous supprimez le contenu mis en cause (vous pouvez préalablement contacter les auteurs),

argumentez précisément cette suppression dans la page de discussion
(un manque de référence n'est pas un argument ; une recherche réelle de référence doit avoir été effectuée, être formellement documentée).
Extrapreneur est une dynamique entrepreneuriale basée sur les principes d'économie collaborative et systémique, consistant en la création de business modèles en alliance entre diverses entreprises privées, pouvoirs publics et citoyens, afin de créer de nouvelles activités solutionnant des enjeux multiples. Cela s'inscrit dans une dynamique de (re-)localisation de l'économie à la façon d'une "mangrove économique".